# المريم (بعدان)

تعديل مصدري - تعديل

المريم هي إحدى قرى عزلة ضابي بمديرية بعدان التابعة لمحافظة إب، بلغ تعداد سكانها 212 نسمة حسب تعداد اليمن لعام 2004.